# Erika John
Erika John (* 1. Januar 1943 in Jena; † zwischen 1. März 2007 und 25. Januar 2008 ebenda) war eine deutsche Malerin, Grafikerin und Bildhauerin.

## Kindheit und Jugend
Erika John wurde 1943 in eine Jenaer Arbeiterfamilie geboren, die dem kommunistischen Widerstand gegen den Nationalsozialismus nahestand. Ihr Großvater war Josef Klose, Mitglied der thüringischen Widerstandsgruppe „Magnus Poser“. Erikas Eltern waren der Dekorateurmaler Willy John und Paula Klose, die zum Zeitpunkt von Erikas Geburt noch miteinander verheiratet waren. Im Jahr 1947 übergab die geschiedene Paula John ihre vierjährige Tochter dem sozialistischen DDR-Heimsystem, um sich ausschließlich ihrer SED-Parteikarriere zu widmen. Erika hielt sich bis zu ihrer Volljährigkeit nach eigenen Angaben in acht Heimen auf. Sie litt unter der Kälte dieser Heimkindheit – „Angst war der Grundton meines Lebens“, sagte Erika John später.

## Leben
Erika John besuchte von 1961 bis 1963 in Dresden die Arbeiter- und Bauernfakultät für Bildende Kunst an der Hochschule für Bildende Künste Dresden. Ab 1963 absolvierte sie in Berlin eine Ausbildung zum Steinmetz. Von 1965 bis 1970 studierte sie bei Jutta Damme, Günter Horlbeck, Gerhard Kettner und Paul Michaelis an der Hochschule für Bildende Künste Dresden Malerei und Grafik. Nach ihrem Studium arbeitete sie kurzzeitig im Büro für Städtebau Jena, ab 1970 war sie als freischaffende Künstlerin tätig. Sie unterrichtete von 1973 bis 1982 an der Friedrich-Schiller-Universität Jena und hatte von 1983 bis 1987 einen Lehrauftrag an der Hochschule für industrielle Formgestaltung Halle, Burg Giebichenstein.
Von 1973 bis 1990 war Erika John Mitglied im Verband Bildender Künstler, war als Kunstkurs-Leiterin und Ausstellungsmacherin tätig und erwarb sich so eine gewisse Bekanntheit – wie auch aufgrund ihrer bildkünstlerischen Arbeiten.
Erika John galt bis in die 1990er Jahre als eine Hoffnungsträgerin des bildkünstlerischen Schaffens in Thüringen. Sie hatte sich über Jena und die Region hinaus einen Ruf als sensible Zeichnerin mit eigener Handschrift, als gesuchte Ausstellungsgestalterin und als von Kindern und Erwachsenen geschätzte Kursleiterin und Objektbildnerin erworben. Zudem war sie – wie der Nachlass zeigt – eine experimentierfreudige, originelle Fotografin.
Nach dem Tod der Mutter 1994 erfuhr Erika John aus Dokumenten das ganze Ausmaß des mütterlichen Verrats. Sie beantragte Einsicht in ihre Stasi-Akten, was ihr gewährt wurde: „Alles war, ist noch schlimmer als erwartet.“ Trotz einer selbst erarbeiteten guten Verwurzelung im Buddhismus erholte sich Erika John nicht mehr von der Erkenntnis, dass die ihr verhassten Heimaufenthalte aus Sicht der Mutter ihrer Erziehung zu einem ‚sozialistischen Menschen’ dienen sollten. Sie stürzte in eine Identitätskrise und reagierte mit Rückzug und Verweigerung.
Nach zahlreichen Ausstellungen und Ausstellungsbeteiligungen zog sich Erika John ab Mitte der 1990er Jahre immer weiter zurück. Sie stellte ihre Arbeiten nicht mehr aus, mied Begegnungen, ließ Kontakte verkümmern und lebte wie eine Eremitin in einem Plattenbau-Hochhaus in Neulobeda, Jenas Trabantenstadt aus DDR-Zeit.

## Freitod 2007
Nach hochgradig traumatisierenden innerfamiliären Erkenntnissen (ihre Mutter hatte sie 1953 als Zehnjährige – zeitgleich mit ihrer eigenen Verpflichtung als Spitzel der DDR-Staatssicherheit – in Erfurt als künftigen Kader in die Stasi-Kartei eintragen lassen, wie sie in den 1990er Jahren erfuhr), einer zerbrochenen kurzzeitigen Liebesbeziehung, einem ersten Hörsturz (1983) und einem Haushaltsunfall (1990), der ihr dauerhaft die feinen Funktionen der linken Arbeitshand nahm und ihr künstlerisches Schaffen nachhaltig einschränkte, verlor Erika John zunehmend Zuversicht und Lebensfreude. Im Jahr 1996 kam es zum ersten Suizid-Versuch.
Vermutlich im Jahr 2007 nahm sich Erika John das Leben. Womöglich handelte es sich um einen Bilanzsuizid, jedoch offensichtlich – wie das folgende Zitat zu belegen scheint – um eine bewusste, lang geplante und gründlich vorbereitete Entscheidung der Künstlerin.

„Vierundsechzig Jahre Leben in vier Deutschländern sind genug. (…) Ich habe keinerlei staatliche Hilfe beantragt, keine Rente, bin nicht mehr versichert und habe den Personalausweis nicht erneuern lassen. Spareinlagen zur Begleichung der noch anfallenden Kosten sind vorhanden. Somit verabschiedet sich das Erziehungs-, Verwaltungs- und Mobbingobjekt E. John.“

Am 11. Februar 2008 wurde Erika John in ihrer Hochhaus-Wohnung in Jena-Lobeda, Stauffenbergstr. 16, bei einer vom Ordnungsamt veranlassten Wohnungsöffnung tot aufgefunden. Das genaue Todes-Datum war nicht mehr feststellbar; es liegt nach amtlicher Feststellung „zwischen dem 1. März 2007 und dem 25. Januar 2008“. Es gibt nichtamtliche Hinweise, dass das Todesdatum um den 23. Juni 2007 (dem Jahrestag des Todes ihrer Mutter) liegen könnte.
Am 13. Februar 2008 erfolgte die amtlich angeordnete Bestattung. Am 27. März 2008 erschien in der Jenaer Tagespresse eine Todesanzeige, die der Jenaer Kunstverein initiiert hatte. Die vier Erben – ABM-Kolleginnen von Erika John aus den frühen 1990er Jahren – übereigneten am 24. Juni 2013 den gesamten künstlerischen Nachlass der Stadt Jena (Stadtmuseum Jena und Stadtarchiv).
Bei der Sichtung des Gesamtwerks zeigte sich der Facettenreichtum der mehr als 1.000 Arbeiten: zahlreiche Landschaftsstudien bilden ebenso einen Schwerpunkt wie die menschliche Figur als Motiv. In
Porträts, Figurenstudien und Personengruppen bannt die Künstlerin das Innerste auf die Oberfläche und versucht, das Geistige sichtbar zu machen. John schuf ein Werk, das geprägt ist von hoher Sensibilität für das Gesehene und von genauer Wahrnehmung von Zwischentönen. Sie experimentierte mit Techniken, Materialien und Stilen – ergänzt von wenigen Ölgemälden, die sich auf Menschen und deren Gesichter konzentrieren.

## Werkbeispiel
- Das Relikt (Öl, 129 × 75 cm; Städtische Museen Jena, Inv. VI 804)[11]

## Ausstellungen (mutmaßlich unvollständig)

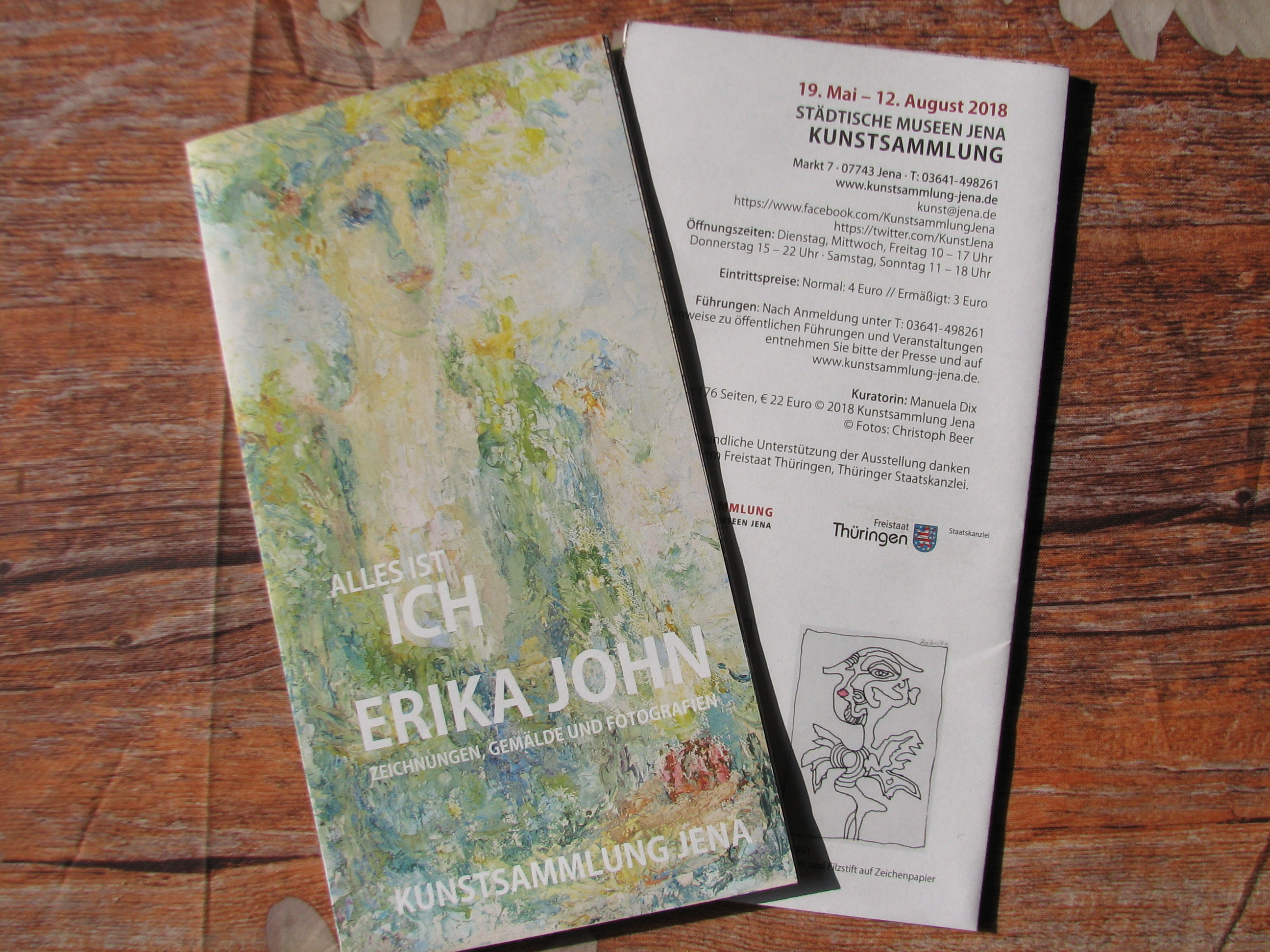
„Erika John – Alles ist ich“, Ausstellungs-Flyer Jena 2018

- 1974/1975: Frankfurt/Oder, Galerie Junge Kunst („Junge Künstler ’74. 1. Ausstellung junger bildender Künstler der DDR“)
- 1974 und 1979: Gera, Bezirkskunstausstellungen
- 1977: Heidecksburg, Rudolstadt
- 1978: Kunstausstellung, Dresden
- 1980: Kleine Galerie im Kulturpalast der Maxhütte, Unterwellenborn
- 1982: Burgk, Museum Schloss Burgk („Die Kunst der Zeichnung im Bezirk Gera.“)
- 1982: Kleine Galerie des Kulturbundes, Eisenberg
- 1983: Kleine Galerie des Kulturbundes, Jena
- 1985: Galerie in den Warteräumen, Stadtroda sowie Romantikerhaus, Jena
- 1988: Kunstausstellung, Dresden
- 1990: Jenaer Kunstverein, Kleine Galerie, Jena
- 2008: Oktogon der Hochschule für Bildende Künste, Dresden[12]
- 2018: Staatliche Museen Jena, Kunstsammlung: Erika John. Alles ist ICH – Malerei und Zeichnungen: erste ausführliche Vorstellung des künstlerischen Werkes der Künstlerin anlässlich ihres 75. Geburtstags, Kunstsammlung Jena, 19. Mai – 12. August 2018[13]
- 2019: Anhaltische Gemäldegalerie Dessau-Roßlau, Kunstsammlung: Erika John. Alles ist ICH – Malerei und Zeichnungen

## Varia
Das Frauenzentrum Towanda Jena hatte im Jahr 2015 vorgeschlagen, einen Weg in Jena zur Erinnerung, Ehrung und Würdigung nach Erika John zu benennen. Eine Wanderausstellung, bei der Erika John und zwölf weitere Frauenpersönlichkeiten porträtiert wurden, sollte dieses Ziel bekannt machen und für öffentliche Zustimmung und Unterstützung werben.